# Bistum Rustenburg
Das Bistum Rustenburg (lat.: Dioecesis Rustenburgensis) ist eine in Südafrika gelegene römisch-katholische Diözese mit Sitz in Rustenburg. 

## Geschichte
Das Bistum Rustenburg wurde am 28. Juni 1971 durch Papst Paul VI. aus Gebietsabtretungen des Erzbistums Pretoria als Apostolische Präfektur Rustenburg errichtet. 
Die Apostolische Präfektur Rustenburg wurde am 18. November 1987 durch Papst Johannes Paul II. zum Bistum erhoben und dem Erzbistum Pretoria als Suffraganbistum unterstellt.

## Ordinarien

### Apostolische Präfekten von Rustenburg
- Henry Lancelot Paxton Hallett CSsR, 1971–1987

### Bischöfe von Rustenburg
- Henry Lancelot Paxton Hallett CSsR, 1987–1990
- Kevin Patrick Dowling CSsR, 1990–2020
- Robert Mogapi Mphiwe, seit 2020